# Pittsburgh
Pittsburgh là thành phố lớn thứ 2 ở tiểu bang Pennsylvania, Hoa Kỳ và là quận lỵ của quận Allegheny. Đây là thành phố lớn nhất nằm ở vùng Appalachia và là vùng đô thị lớn thứ 22 ở Mỹ.
Trung tâm Pittsburgh vẫn giữ được đáng kể ảnh hưởng đến kinh tế, xếp hạng thứ 25 tại Hoa Kỳ về số việc làm ở lõi đô thị và thứ 6 về mật độ công việc. Hình dạng đặc trưng của quận kinh doanh trung tâm Pittsburgh là một đường hình tam giác của sự hội tụ của các con sông Allegheny và Monongahela, tạo thành sông Ohio. Thành phố có 151 tòa nhà cao tầng, 446 cây cầu, hai tuyến đường sắt leo dốc, và một pháo đài trước cách mạng. Pittsburgh được biết đến một cách thông tục là "Thành phố của những cây cầu" và "Thành phố thép" đối với cầu và cơ sở sản xuất thép trước đây.
Tuy thành phố đã nổi tiếng với ngành công nghiệp thép trong quá khứ, ngày nay nền kinh tế phần lớn là dựa vào y tế, giáo dục, công nghệ, robot, và dịch vụ tài chính. Sự suy sụp của ngành công nghiệp thép không để lại các nhà máy thép trong thành phố Pittsburgh và chỉ có hai nhà máy còn lại trong hạt, mặc dù hơn 300 doanh nghiệp liên quan đến sản xuất thép vẫn còn trong khu vực. Ngược lại, khu vực hỗ trợ 1.600 công ty công nghệ khác nhau, từ một khuôn viên Google đến các đơn vị khởi động nhỏ. Thành phố có các khu công nghiệp phát triển lại bị bỏ rơi với mua sắm mới, nhà ở và văn phòng, chẳng hạn như tác phẩm SouthSide và Quảng trường Bakery.
Dù đã phải đối mặt với một cuộc khủng hoảng kinh tế trong những năm 1980 khi ngành công nghiệp thép khu vực suy yếu, Pittsburgh mạnh về kinh tế. Thị trường nhà ở tại Pittsburgh tương đối ổn định và thành phố đã thêm công ăn việc làm trong năm 2008 ngay cả khi Đại suy thoái đang diễn ra. Xu hướng kinh tế tích cực này là trái ngược với những năm 1980, khi Pittsburgh bị mất cơ sở sản xuất thép và điện tử, và công việc của công ty trong dầu (Gulf Oil), điện tử (Westinghouse), hóa chất (Koppers) và các ngành công nghiệp quốc phòng (Rockwell International).
Pittsburgh là một trong những trung tâm giáo dục nổi tiếng trong nước Mỹ với thứ hạng cao của các quận hạt cũng như hội tụ nhiều trường đại học danh tiếng như: CMU, University of Pittsburgh, Dusquesne University,...

## Liên kết
| Tìm hiểu thêm về Pittsburgh, Pennsylvania tại các dự án liên quan |                                   |
| Tìm kiếm Wiktionary                                               | Từ điển từ Wiktionary             |
| Tìm kiếm Commons                                                  | Tập tin phương tiện từ Commons    |
| Tìm kiếm Wikinews                                                 | Tin tức từ Wikinews               |
| Tìm kiếm Wikiquote                                                | Danh ngôn từ Wikiquote            |
| Tìm kiếm Wikisource                                               | Văn kiện từ Wikisource            |
| Tìm kiếm Wikibooks                                                | Tủ sách giáo khoa từ Wikibooks    |
| Tìm kiếm Wikiversity                                              | Tài nguyên học tập từ Wikiversity |

- City of Pittsburgh Government Lưu trữ ngày 2 tháng 2 năm 2007 tại Wayback Machine
- Pittsburgh Convention and Visitors Bureau - Tourism

- Historic Pittsburgh Maps Collection
- PittsburghTODAY Regional benchmarks and statistics